# Stop in the Name of Love
Stop in the Name of Love es el décimo álbum de la cantante LaToya Jackson. El álbum no contiene canciones de ella, si no son covers de Motown. El álbum originalmente contenía una fotografía de Latoya en unos de sus pics de Playboy. Pero luego se relanzó bajo el nombre de Dance Collection y otra fotografía. Tuvo solo un sencillo, I Can't Help Myself, pero no tuvo éxito.